# 지하라다이역
지하라다이역(일본어: ちはら台駅)은 일본 지바현 이치하라시에 위치한 게이세이 전철 지하라 선의 철도역이다. 이 노선의 종점역이며, 역 번호는 KS 65이다. 섬식 승강장 1면 2선의 구조를 갖춘 지상역이다.

## 타는 곳
| 1 · 2 | 지하라 선 | 상행 | 지바데라 · 지바추오 · 후나바시 · 우에노 · 나리타 공항 방면 |

## 이용 현황
| 연도별 1일 평균 하차 승차 인원 | 연도별 1일 평균 하차 승차 인원 | 연도별 1일 평균 하차 승차 인원 |
| 연도                           | 평균 하차 인원                 | 평균 승차 인원                 |
| ------------------------------ | ------------------------------ | ------------------------------ |
| 1995년                         |                                | 1,076                          |
| 1996년                         | 1,267                          |                                |
| 1997년                         | 1,440                          |                                |
| 1998년                         | 1,641                          |                                |
| 1999년                         | 1,749                          |                                |
| 2000년                         | 1,818                          |                                |
| 2001년                         | 1,781                          |                                |
| 2002년                         | 3,662                          | 1,775                          |
| 2003년                         | 3,704                          | 1,815                          |
| 2004년                         | 3,840                          | 1,885                          |
| 2005년                         | 3,910                          | 1,913                          |
| 2006년                         | 4,094                          | 1,993                          |
| 2007년                         | 4,680                          | 2,287                          |
| 2008년                         | 4,862                          | 2,387                          |
| 2009년                         | 4,900                          | 2,406                          |
| 2010년                         | 5,044                          | 2,490                          |
| 2011년                         | 5,083                          | 2,522                          |
| 2012년                         | 5,112                          | 2,531                          |
| 2013년                         | 5,133                          | 2,542                          |
| 2014년                         | 5,213                          | 2,582                          |
| 2015년                         | 5,429                          | 2,691                          |
| 2016년                         | 5,716                          |                                |

## 역 주변
- 지바 시청 지하라다이 지소
- 지하라다이 공원
- 데이쿄 헤이세이 대학
- 데이쿄 헤이세이 간호 단기 대학

## 인접 역
| 게이세이 전철 지하라 선      | 게이세이 전철 지하라 선 | 게이세이 전철 지하라 선 |
| ---------------------------- | ----------------------- | ----------------------- |
| KS 64 오유미노 지바추오 방면 | 게이세이 지하라 선      | 시·종착역               |